# Sélections olympiques américaines d'athlétisme
Les Sélections olympiques des États-Unis (en anglais : United States Olympic Trials) servent à sélectionner les athlètes en vue des Jeux olympiques. Cette compétition a généralement lieu un à deux mois avant la compétition. Elles ont lieu une fois tous les quatre ans et remplacent depuis 1992 les Championnats des États-Unis. Elles sont souvent le théâtre de grandes performances, voire de records du monde, notamment dans les épreuves de sprint.

## Historique
Les premières sélections olympiques américaines se déroulent en 1920 à Cambridge et ne donnent lieu qu'à des compétitions masculines. Les femmes disputent pour la première fois ces épreuves de qualification en 1928, mais celles-ci se déroulent séparément des épreuves masculines. À partir de 1976, à Eugene, les compétitions hommes et femmes se déroulent sur le même lieu et aux mêmes dates.

### Sélections olympiques unifiées
| Édition | Lieu                    | Stade                                        | Date                       |
| ------- | ----------------------- | -------------------------------------------- | -------------------------- |
| 2024    | Eugene, OR              | Hayward Field                                | 21–30 juin 2024            |
| 2020    | Eugene, OR              | Hayward Field                                | 18–27 juin 2021            |
| 2016    | Eugene, OR              | Hayward Field                                | 30 juin – 10 juillet 2016  |
| 2012    | Eugene, OR              | Hayward Field                                | 21 juin – 1er juillet 2012 |
| 2008    | Eugene, OR              | Hayward Field                                | 27 juin – 6 juillet 2008   |
| 2004    | Sacramento, CA          | Hornet Stadium                               | 9–18 juillet 2004          |
| 2000    | Sacramento, CA          | Hornet Stadium                               | 14–23 juillet 2000         |
| 1996    | Atlanta, GA             | Centennial Olympic Stadium                   | 14–23 juin 1996            |
| 1992    | La Nouvelle-Orléans, LA | Tad Gormley Stadium                          | 19–28 juin 1992            |
| 1988    | Indianapolis, IN        | IU Michael A. Carroll Track & Soccer Stadium | 15–23 juillet 1988         |
| 1984    | Los Angeles, CA         | L.A. Memorial Coliseum                       | 16–24 juin 1984            |
| 1980    | Eugene, OR              | Hayward Field                                | 21–29 juin 1980            |
| 1976    | Eugene, OR              | Hayward Field                                | 19–27 juin 1976            |

### Sélections olympiques séparées
| Édition | Lieu                 | Stade                    | Date                      |
| ------- | -------------------- | ------------------------ | ------------------------- |
| 1972    | Eugene, OR           | Hayward Field            | 29 juin – 11 juillet 1972 |
| 1968    | Echo Summit, CA      | Aire de ski de Nebelhorn | 6–16 septembre 1968       |
| 1964    | Los Angeles, CA      | L.A. Memorial Coliseum   | 12–13 septembre 1964      |
| 1960    | Stanford, CA         | Stanford Stadium         | 1er–2 juillet 1960        |
| 1956    | Los Angeles, CA      | L.A. Memorial Coliseum   | 29–30 juin 1956           |
| 1952    | Los Angeles, CA      | L.A. Memorial Coliseum   | 27–28 juin 1952           |
| 1948    | Evanston, IL         | Dyche Stadium            | 9–10 juillet 1948         |
| 1936    | Randall's Island, NY | Randall's Island Stadium | 11–12 juillet 1936        |
| 1932    | Stanford, CA         | Stanford Stadium         | 15–16 juin 1932           |
| 1928    | Cambridge, MA        | Harvard Stadium          | 6–7 juillet 1928          |
| 1924    | Cambridge, MA        | Harvard Stadium          | 13–14 juin 1924           |
| 1920    | Cambridge, MA        | Harvard Stadium          | 16–17 juillet 1920        |

### Sélections olympiques féminines
| Édition | Lieu                 | Stade                        | Date               |
| ------- | -------------------- | ---------------------------- | ------------------ |
| 1972    | Frederick, MD        | Gov. Th. Johnson High School | 7–8 juillet 1972   |
| 1968    | Walnut, CA           | Hilmer Lodge Stadium         | 24–25 août 1968    |
| 1964    | Randall's Island, NY | Downing Stadium              | 6–8 juillet 1964   |
| 1960    | Abilene, TX          | Elmer Gray Stadium           | 15–16 juillet 1960 |
| 1956    | Washington, DC       | Reeves Field                 | 25 août 1956       |
| 1952    | Harrisburg, PA       | Fager Field                  | 4 juillet 1952     |
| 1948    | Providence, RI       | Brown Stadium                | 12 juillet 1948    |
| 1936    | Providence, RI       | Brown Stadium                | 4 juillet 1936     |
| 1932    | Evanston, IL         | Ryan Field Stadium           | 16 juillet 1932    |
| 1928    | Newark, NJ           | Newark Schools Stadium       | 4 juillet 1928     |